# Mestinjščica
Mestinjščica je reka, ki izvira zahodno od naselja Rogaška Slatina in se kot desni pritok izliva v reko Sotlo. 